# Ondód (Vas vármegye)
A Vas vármegyei Ondód a Szombathelyi járásban elhelyezkedő Torony község része 1950 óta, előtte Vas vármegye Szombathelyi járásában lévő kisközség volt.

## Elhelyezkedése
Az Arany-patak mentén található zsáktelepülés a 89-es főútról Torony belterületén húzódó önkormányzati utakon érhető el.

## Története
Borovszky Samu szerint: Ondód, 107 házzal és 616 magyar lakossal. Vallásuk r. kath. és ág. ev. Postája és távírója Torony. A község határában kőkorszakbeli emlékeket találnak. Földesura a Laky család volt.

## Nevezetes személyek

### Itt született
- Laky Károly (1784–1853) plébános
- Charlie (Horváth Károly) (1947) énekes, zenész